# Чепкин, Виктор Михайлович
Виктор Михайлович Чепкин (1933—2016) — советский и российский конструктор авиационных двигателей, создатель двигателей для всевысотного перехватчика МиГ-31, генеральный конструктор и генеральный директор НПО «Сатурн» им. А. М. Люльки (1984—2001), лауреат Ленинской премии (1981).

## Биография[1][2]
Родился 20 сентября 1933 года.
В 1957 году — окончил МАИ, получив квалификацию инженер-механик, специальность «Авиационные двигатели».
В 1986 году — получил степень доктора технических наук, в 1993 году получил звание профессора.

### Трудовая и научная деятельность[1][2]
Один из ведущих российских специалистов в области авиационного двигателестроения.
После окончания МАИ был направлен на работу в Пермское моторостроительное конструкторское бюро, где прошел путь от инженера-конструктора до главного конструктора — первого заместителя руководителя предприятия.
Принимал непосредственное участие в создании и внедрении в серийное производство турбореактивных двигателей Д-30КУ, Д-30КП, Д-30КУ154, которые применялись на самолетах гражданской авиации Ил-62М, Ил-76, Ту-154М.

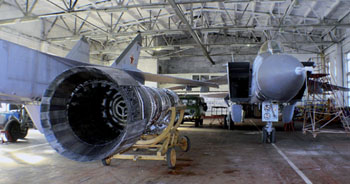
Д-30Ф6

В качестве главного конструктора создал уникальный по своим параметрам турбореактивный двигатель Д-30Ф6 для истребителя-перехватчика МиГ-31.
В 1983 году — был назначен заместителем Министра авиационной промышленности СССР по вопросам двигателестроения, на этом посту решал задачи оснащения советской авиации новейшими образцами турбореактивных двигателей и надежной их эксплуатации.
С августа 1984 года до 2001 года — генеральный конструктор — генеральный директор "Научно-производственного объединения «Сатурн» им А.Люльки.
Под его руководством на «Сатурне» были успешно завершены конструкторско-доводочные работы по турбореактивному двигателю четвёртого поколения АЛ-31Ф (устанавливаеся на Су-27 и его модификациях).

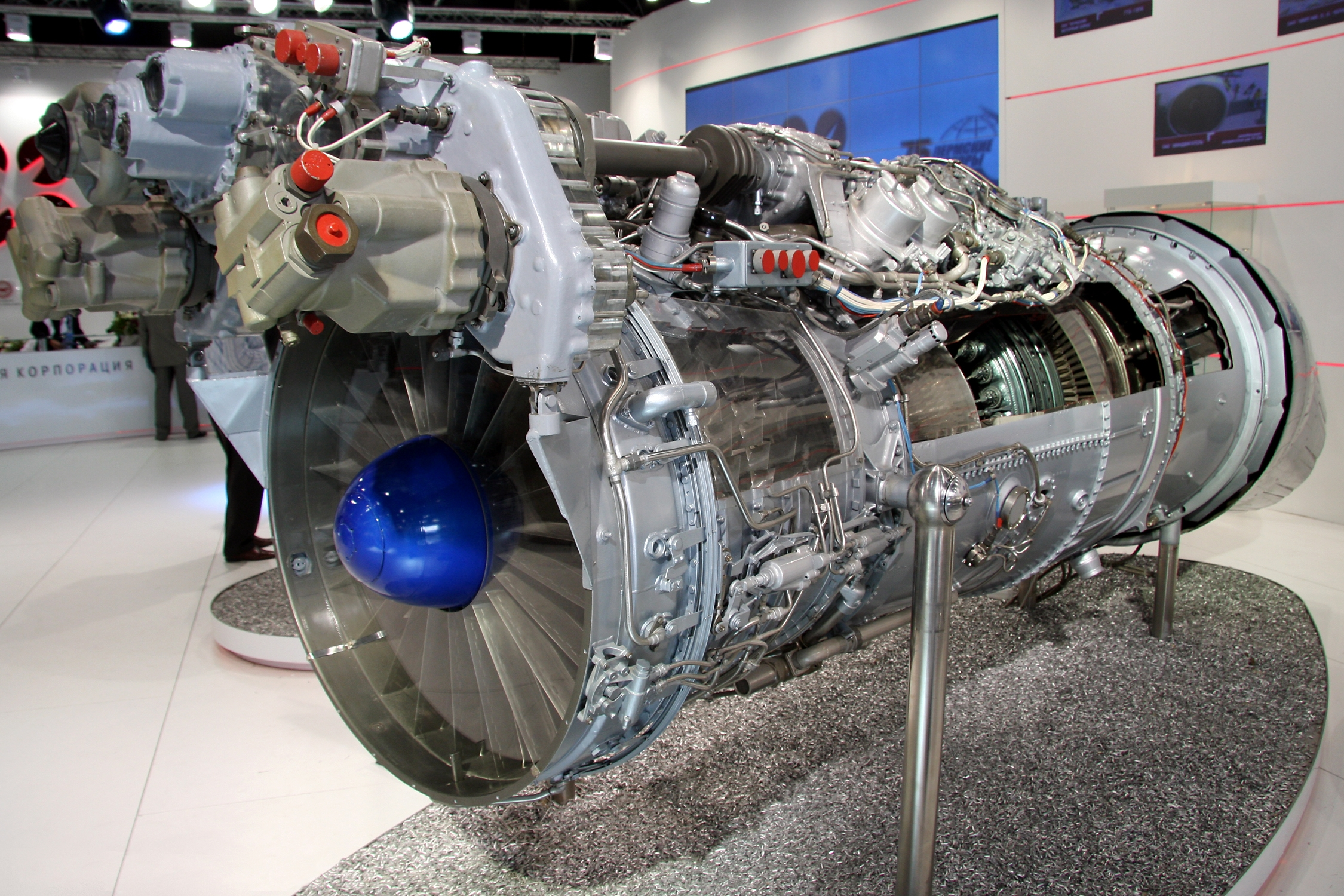
АЛ-31ФП

Именно его решение о замене на этом изделии лопатки 1-й степени турбины высокого давления работавшую с малым ресурсом, на новую, более совершенную, с высокоэффективной системой охлаждения, позволило в сентябре 1985 года успешно провести Государственные испытания АЛ-31Ф.
Внедрение в производство АЛ-31Ф в самые сжатые сроки на предприятиях-изготовителях и освоение двигателя на самолетах Су-27 также проходило при его непосредственном участии.
Руководил работами по двигателю АЛ-31ФП, оснащенному реактивным соплом с управляемым вектором тяги.
С 1985 года под его руководством велись работы по турбореактивному двигателю пятого поколения АЛ-41Ф и модернизации двигателя АЛ-31Ф на повышенные параметры.
Провел большую работу по стационарному энергоприводу АЛ-31СТ для газоперекачивающего агрегата, созданному на базе двигателя Ал-31Ф, который успешно эксплуатируется в системе ОАО «Газпром».

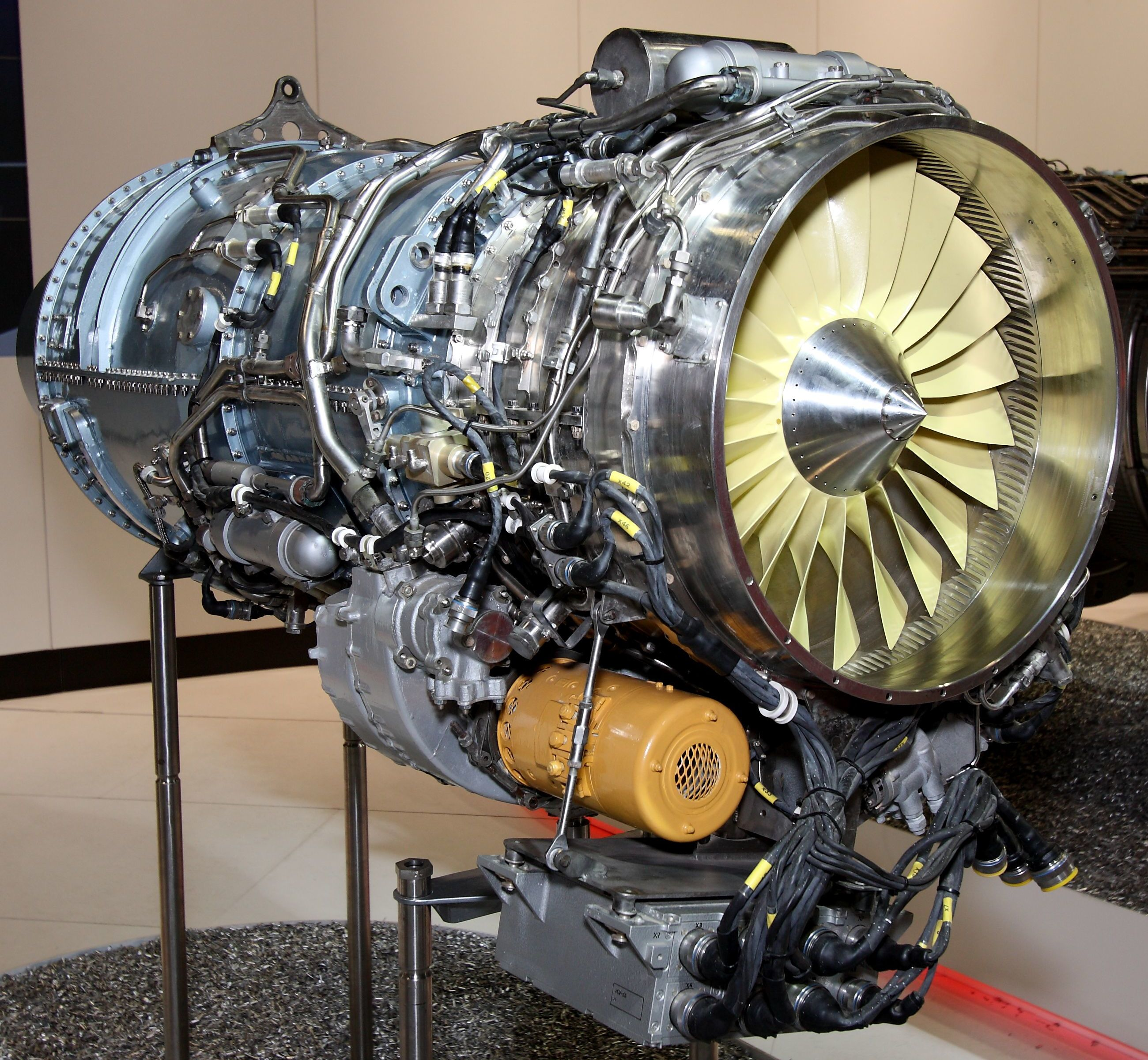
АЛ-55

Под его руководством создается перспективный малоразмерный турбореактивный двигатель АЛ-55 для легких и учебно-тренировочных самолетов.
Состоял действительным членом Российской инженерной академии, Академии космонавтики имени К. Э. Циолковского, Академии авиации и космонавтики, Международной академии экологии и безопасности жизнедеятельности.
Автор более 200 научных трудов, получил 91 патент на изобретения и полезные модели.
Умер 3 июня 2016 года в Москве. Похоронен на Останкинском кладбище.

## Награды
- Орден Трудового Красного Знамени (1976)
- Ленинская премия (1981)
- Медаль «В память 850-летия Москвы» (1997)
- Орден Почёта (2003)